# 东先贤遗址
东先贤遗址位于河北省邢台县南石门乡东先贤村附近，面积约75万平方米，距今约3300年。考古发掘时发现了房址、陶窑、灰坑等遗迹；陶器、石器、骨器及蚌器等遗物，2006年5月，该遗址被中华人民共和国国务院核定为第六批全国重点文物保护单位。